# Langmuir (journal)
Pour les articles homonymes, voir Langmuir.
Langmuir est une revue scientifique à comité de lecture hebdomadaire qui publie des articles concernant la chimie des colloïdes et des surfaces.
D'après le Journal Citation Reports, le facteur d'impact de ce journal était de 4,457 en 2014. L'actuelle éditrice en chef est Françoise Winnik (Université de Montréal, Canada) qui a succédé en novembre 2014 à David G. Whitten (Université du Nouveau Mexique, États-Unis).
Le titre du journal met à l'honneur Irving Langmuir, prix Nobel de chimie en 1932. 
En décembre 2011, la fréquence de publication est passée d'un rythme bimensuel à hebdomadaire.